# Podział administracyjny Południowej Afryki
Południowa Afryka jest podzielona na dziewięć prowincji (stolice prowincji podane w nawiasach). Po pierwszych wolnych i równych wyborach w roku 1994 rozwiązano cztery ówczesne prowincje oraz włączono w skład związku formalnie odrębne bantustany.
| 1. Prowincja Przylądkowa Zachodnia (Kapsztad) 2. Prowincja Przylądkowa Północna (Kimberley) 3. Prowincja Przylądkowa Wschodnia (Bhisho) 4. KwaZulu-Natal (Pietermaritzburg) 5. Wolne Państwo (Bloemfontein) 6. Prowincja Północno-Zachodnia (Mafikeng) 7. Gauteng (Johannesburg) 8. Mpumalanga (Nelspruit) 9. Limpopo (Polokwane) |

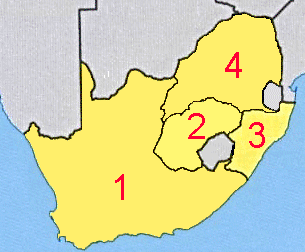
1. Kraj Przylądkowy
2. Orania
3. Natal
4. Transwal

## Podział RPA w latach 1910-1994
Prowincje
1. Kraj Przylądkowy – Kapsztad
2. Orania – Bloemfontein
3. Natal – Pietermaritzburg
4. Transwal – Pretoria

Niezależne i autonomiczne bantustany
- Bophuthatswana – Mmabatho (od 1977)
- Ciskei – Bisho (od 1981)
- Transkei – Umtata (od 1976)
- Venda – Thohoyandou (od 1979)

Pozostałe bantustany
- Gazankulu – Giyani
- KaNgwane – Louieville
- KwaNdebele – Siyabuswa
- KwaZulu – Ulundi
- Lebowa – Lebowakgomo
- QwaQwa – Phuthaditjhaba